# Acanthodelta fulminans
Acanthodelta fulminans là một loài bướm đêm trong họ Noctuidae.